# Roy Barnes

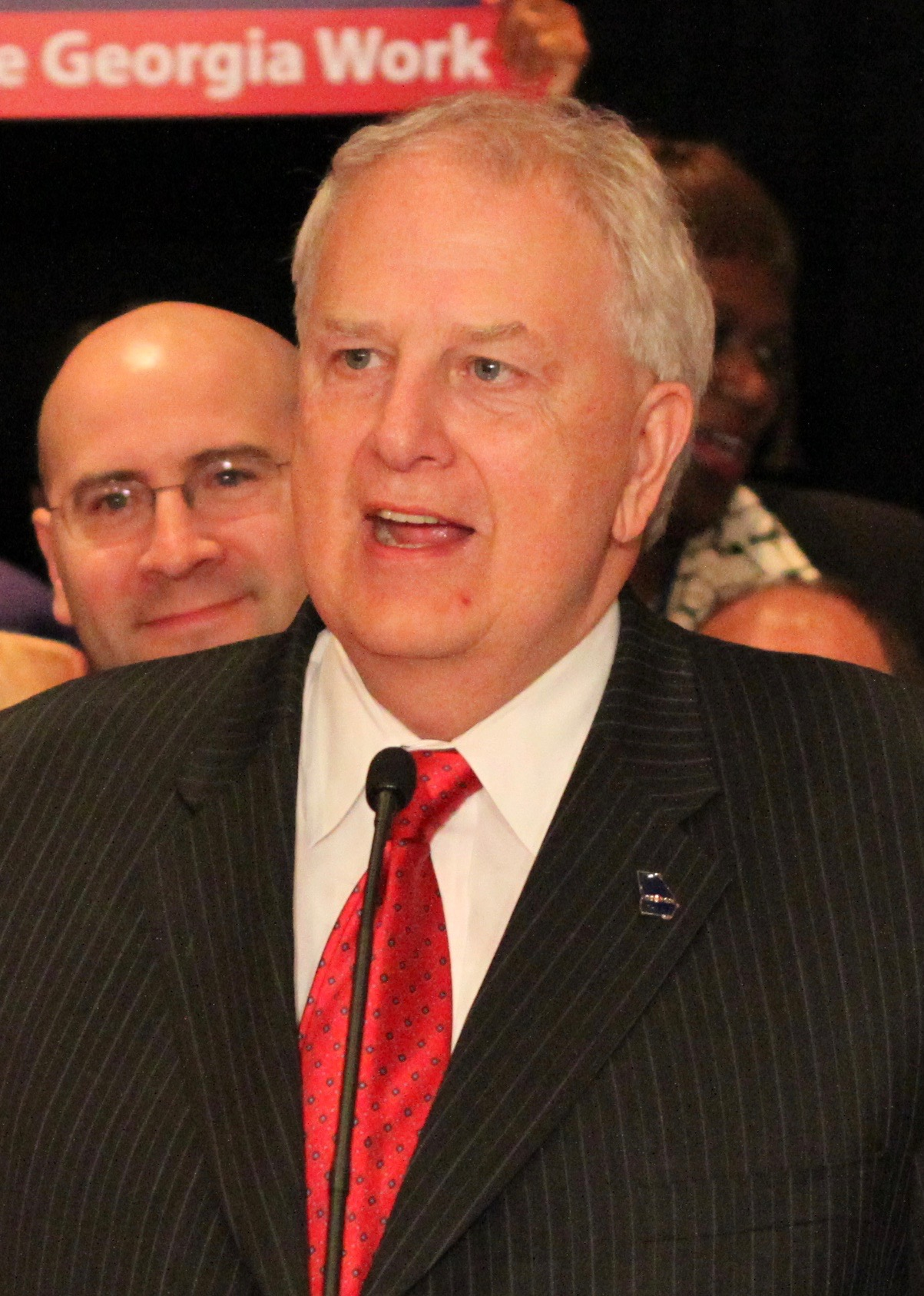
Roy Barnes

Roy Barnes (* 11. März 1948 in Mableton, Cobb County, Georgia) ist ein US-amerikanischer Politiker. Von 1999 bis 2003 amtierte er als Gouverneur des Bundesstaates Georgia.

## Jugend und politischer Aufstieg
Barnes absolvierte bis 1966 die South Cobb Highschool und studierte anschließend an der University of Georgia Jura. 1972 schloss er dieses Studium erfolgreich mit der Note Cum laude ab. Seit 1974 ist er politisch aktiv. In diesem Jahr wurde er für die Demokratische Partei in den Senat von Georgia gewählt. Dieses Mandat behielt er bis 1990. Im Senat war er Mitglied und zeitweise Vorsitzender des juristischen Ausschusses. 1990 bewarb er sich zum ersten Mal für das Amt des Gouverneurs von Georgia. Bei diesen Wahlen unterlag er jedoch gegen Zell Miller. Daraufhin kandidierte er erfolgreich für das Repräsentantenhaus von Georgia. Dort war er bis 1998 in verschiedenen Ausschüssen tätig. In diesem Jahr kandidierte er erneut für das Amt des Gouverneurs. Diesmal konnte er sich innerhalb seiner Partei durchsetzen und es gelang ihm auch, den Republikaner Guy Millner bei den eigentlichen Wahlen mit 53 % zu 44 % zu schlagen.

## Gouverneur von Georgia
Als Gouverneur stellte er zwei Themen in den Vordergrund: das Bildungswesen und eine Gesundheitsreform. Im Bildungswesen wurde die durchschnittliche Schülerzahl pro Klasse verringert und die akademischen Standards erhöht. Auf dem Gebiet des Gesundheitswesens setzte er sich dafür ein, dass die Patienten ihre Ärzte frei wählen können. Ein anderes Gesetz machte die Krankenversicherungen für alle Folgen verantwortlich, die aus Ablehnungen bzw. Verzögerungen von nötigen Behandlungen entstehen. Damit wollte der Gouverneur eine bessere medizinische Betreuung der Bevölkerung erreichen. In seiner Amtszeit wurde die Staatsflagge neu gestaltet, was zu Protesten in der Bevölkerung und später (2003) zu einer erneuten Überarbeitung der Fahne führte. Im Jahr 2002 kandidierte Barnes erneut; diesmal unterlag er aber seinem republikanischen Gegenkandidaten Sonny Perdue.

## Nach dem Ende der Amtszeit
Heute ist Roy Barnes wieder als Rechtsanwalt in einer großen Kanzlei in Atlanta tätig. Seit 1970 ist er mit Marie Dobbs verheiratet, mit der er drei Kinder hat.
Im Juli 2010 gewann Roy Barnes die Primary der Demokratischen Partei für die Gouverneurswahl dieses Jahres mit deutlichem Vorsprung gegen Thurbert Baker, den Attorney General von Georgia. Allerdings unterlag er bei der Hauptwahl vom 2. November 2010 seinem republikanischen Herausforderer Nathan Deal mit einem Ergebnis von 53 % zu 43 % der Wählerstimmen.